# Franjeteenhagedis
De franjeteenhagedis of Moorse franjeteenhagedis (Acanthodactylus erythrurus) is een hagedis uit de familie van de echte hagedissen, de Lacertidae.

## Naam en indeling
De wetenschappelijke naam van de soort werd voor het eerst voorgesteld door Heinrich Rudolf Schinz in 1833. Oorspronkelijk werd de naam Lacerta erythrura gebruikt. De hagedis wordt ook wel roodstaartfranjeteen genoemd, wat een verwijzing is naar de opvallend rode staart van de juveniele dieren.

### Ondersoorten
Er worden drie ondersoorten erkend, die onder andere verschillen in uiterlijk. De verschillende ondersoorten zijn in de onderstaande tabel weergegeven met de auteur en het verspreidingsgebied.
| Naam                                  | Auteur          | Verspreidingsgebied                 |
| ------------------------------------- | --------------- | ----------------------------------- |
| Acanthodactylus erythrurus atlanticus | Boulenger, 1918 | Marokko                             |
| Acanthodactylus erythrurus belli      | Gray, 1845      | Algerije, Marokko                   |
| Acanthodactylus erythrurus            | Schinz, 1833    | De rest van het verspreidingsgebied |

## Uiterlijke kenmerken
De hagedis heeft een opvallende tekening van lichte lengtestrepen met daartussen zwarte en oranjebruine vlekken. De lichaamslengte kan tot meer dan 20 centimeter bedragen waarvan het grootste deel bestaat uit de staart. De juvenielen zijn donker met lichtere lengtestrepen en vallen op door hun felrode staart. De vrouwtjes behouden een rode staart als ze volwassen worden, bij de mannetjes verdwijnt de rode kleur.

## Verspreiding en habitat
De soort komt voor in Algerije, Marokko, Spanje (inclusief Gibraltar) en Portugal. De habitat bestaat uit droge, hete plaatsen met weinig vegetatie, de hagedis kan over zand rennen met een temperatuur van meer dan 50° Celsius.

## Levenswijze
De hagedis leeft van insecten en andere ongewervelden, maar ook van juveniele hagedissen inclusief kleinere soortgenoten. De franjeteenhagedis is snel en wendbaar en kan bijten bij vangpogingen. De hagedis schuilt onder stenen en in holen van knaagdieren maar kan ook zelf een hol graven.
De vrouwtjes zetten elk jaar 4 tot 6 eitjes af, oudere vrouwtjes produceren twee legsels per jaar terwijl jongere vrouwtjes slechts één legsel afzetten. De juvenielen zijn zo'n zes centimeter lang als ze uit het ei kruipen. Vijanden van de hagedis zijn grotere hagedissen zoals de parelhagedis (Timon lepidus) en slangen zoals de hagedisslang (Malpolon monspessulanus).

## Afbeeldingen

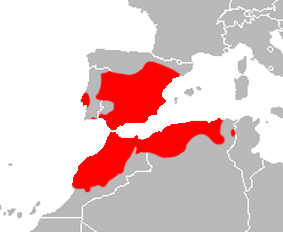
Verspreiding
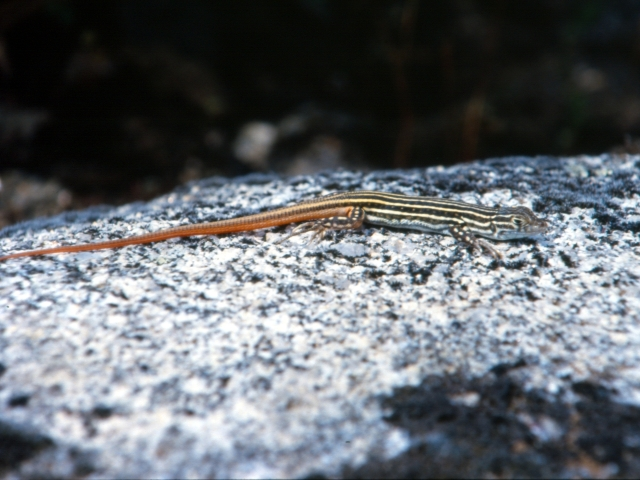
Juveniel
Franjeteenhagedis in de Iconographia Zoologica (1700-1880)